# ماشین اجتماعی

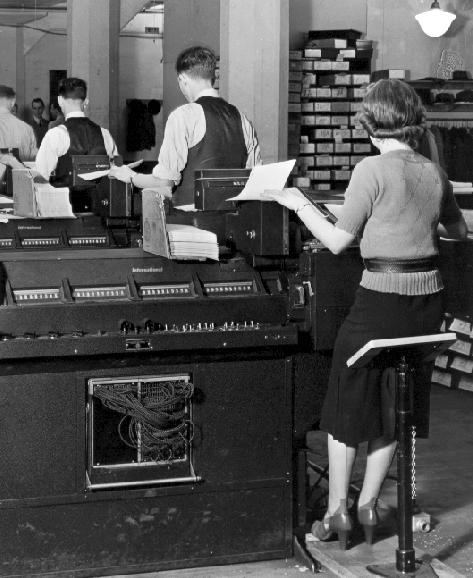

ماشین اجتماعی، ترکیبی از بشر و تکنولوژی با تأثیری متقابل است و محصول یا کنشی را ارائه می‌دهد که بدون وجود هردو طرف امکان‌پذیر نیست. توسعه ماشین‌های اجتماعی از طریق تکنولوژی‌هایی چون اینترنت، تلفن هوشمند، رسانه اجتماعی و شبکه جهانی و از طریق ارتباط افراد با شیوه‌های نوین امکان‌پذیر است.